# Запсілля (Кременчуцький район)
Запсі́лля — село в Україні, в Омельницькій сільській громаді Кременчуцького району Полтавської області. Населення становить 587 осіб. Колишній центр Запсільської сільської ради.

## Географія
Село Запсілля знаходиться на лівому березі річки Псел, вище за течією на відстані 3 км розташоване село Йосипівка, нижче за течією на відстані 1,5 км розташоване село Крамаренки, на протилежному березі — село Омельник.

## Історія
Село згадується в Генеральному описі Лівобережної України в 1765-1769 роках. Село входило до Омельницької сотні до 1775 р. 

## Населення
- В 1765 році  в селі Запсолле згідно перепису жило 542 чоловік (264 чоловіків та 278 жінок)
- В 1862 році  в селі Запсулле була православна церква та 341 двір, де жило 2796 чоловік.
- В 1892 році згідно перепису в селі жило 3137 чоловік.
- В 1900 році в селі жило 1719 чоловік.
- В 1911 році в Запсілля були земська (1874 рік побудови) та церковно-приходська школи та жило 2227[2] чоловік.

## Об'єкти соціальної сфери
- Будинок культури
- Дитячий садок
- База відпочинку «Металург»
- Пошта

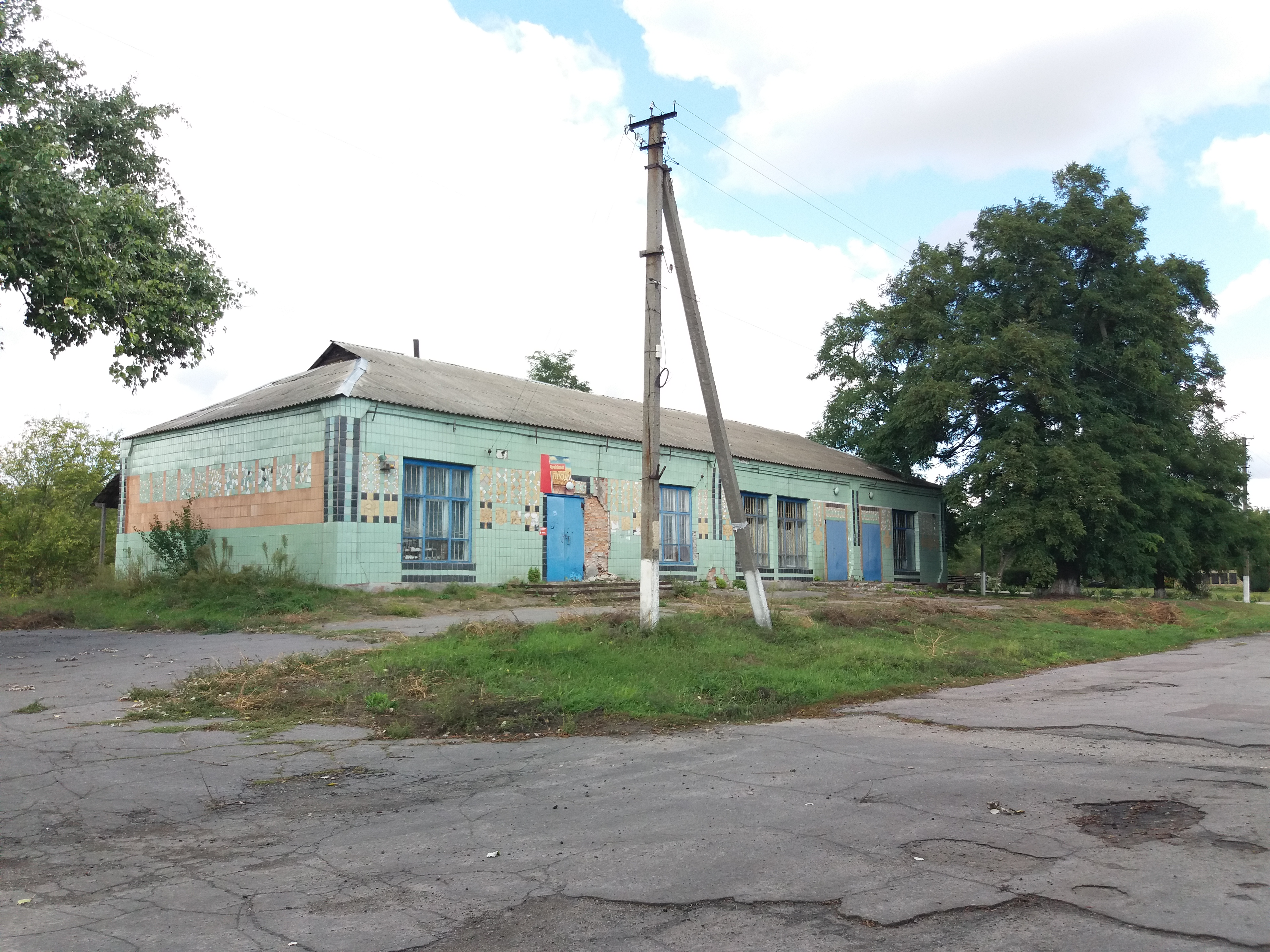
Магазин
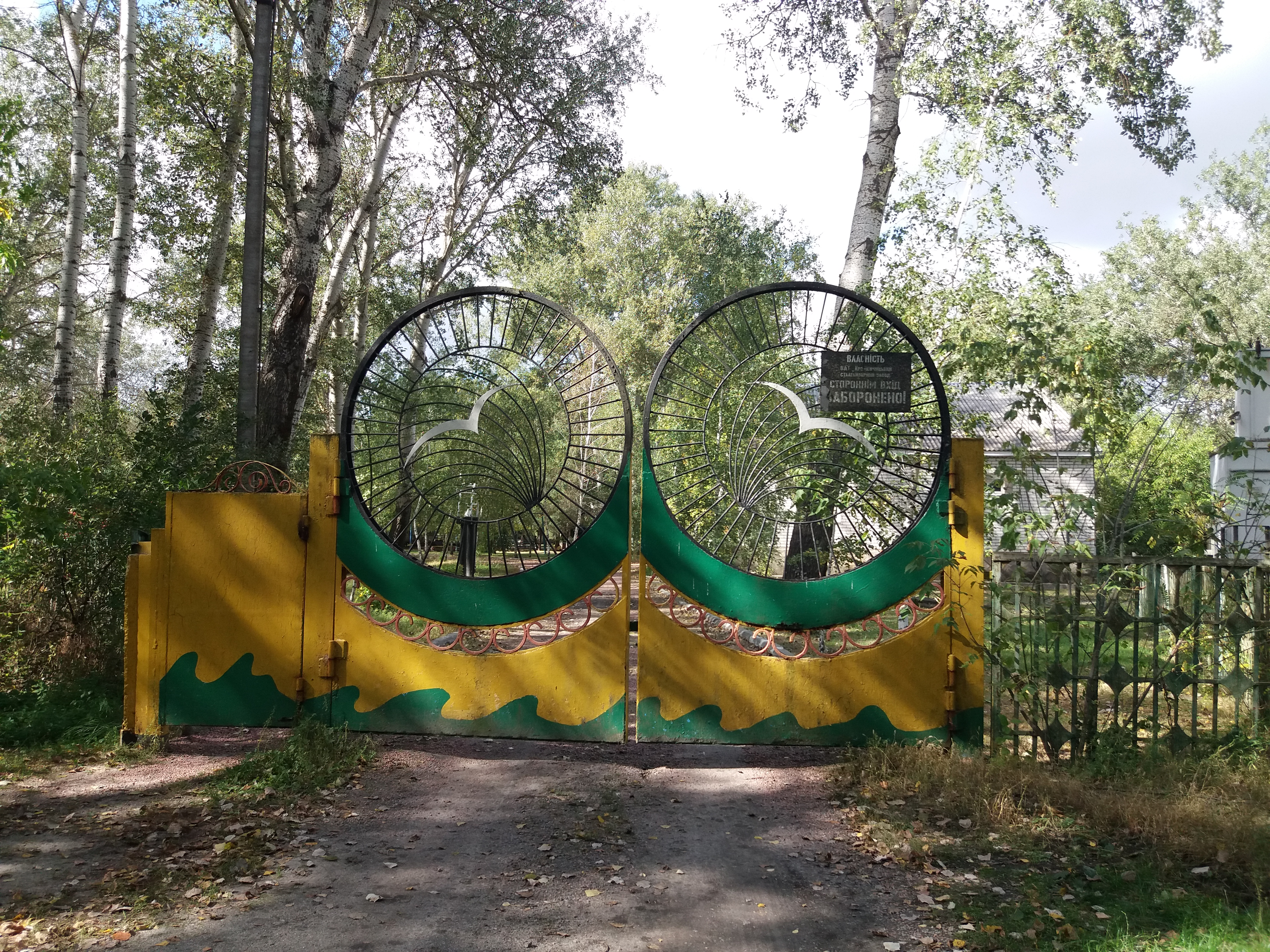
База відпочинку «Металург»

## Відомі люди
- У селі народився Литвиненко Сергій Васильович — український радянський діяч.
- У селі народилась Морозко Любов Георгіївна, комсомольська активістка, член партії Регіонів, очільник Харківської опери в 2008—2013 роках і Харківського коледжу мистецтв з 2014 року.
- У селі похований Карпенко Олександр Григорович (1977–2014) — молодший сержант ЗСУ, загинув у боях під містом Кальміуське Старобешівського району Донецької області.
- У селі народився Середа Федір (? — 23.12.1920, с. Ламане Манжеліївської волості) — начальник розвідки повстанського загону під проводом Григорія Скирди (1920)

## Пам'ятки

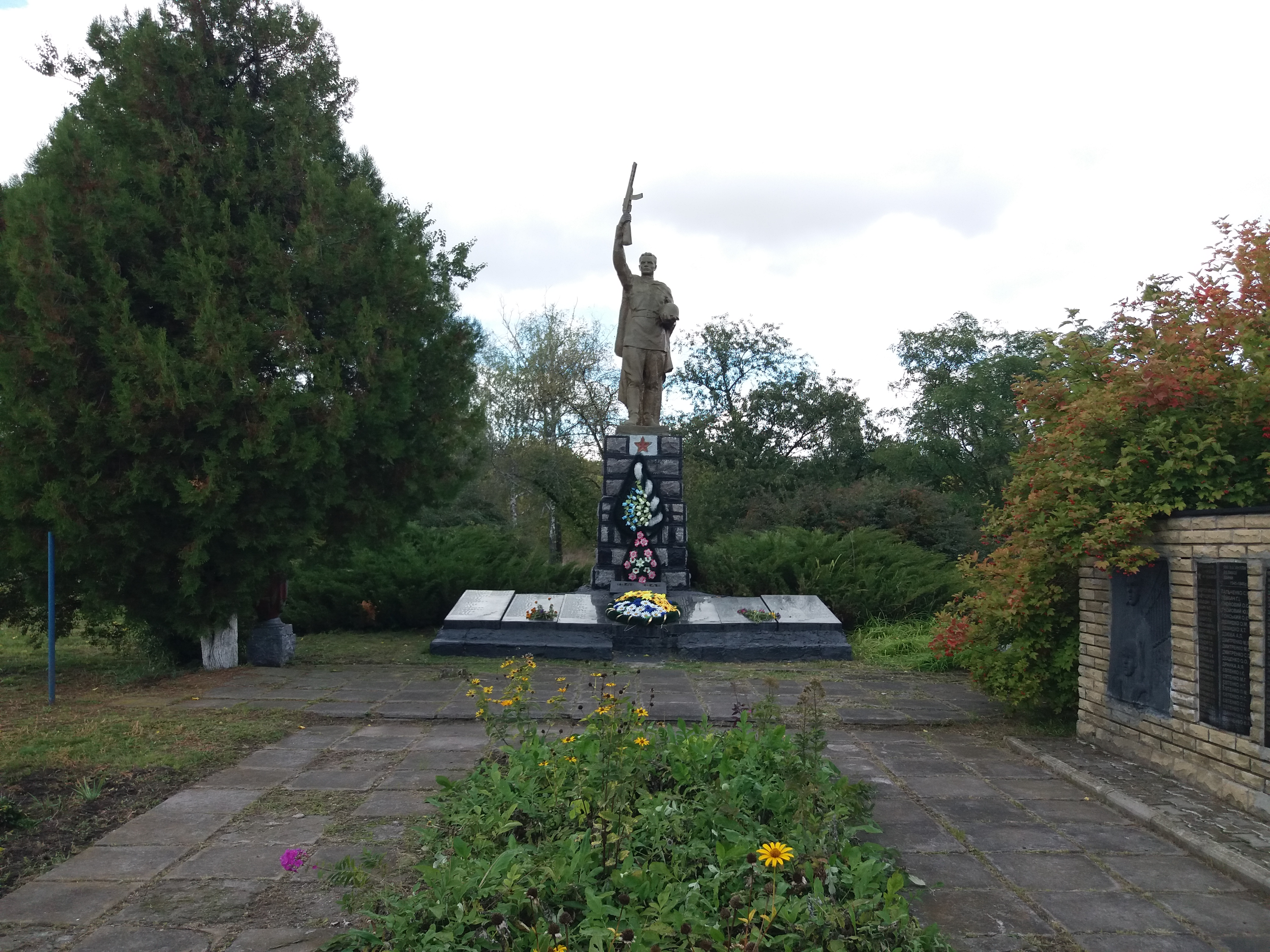
Братська могила радянських воїнів
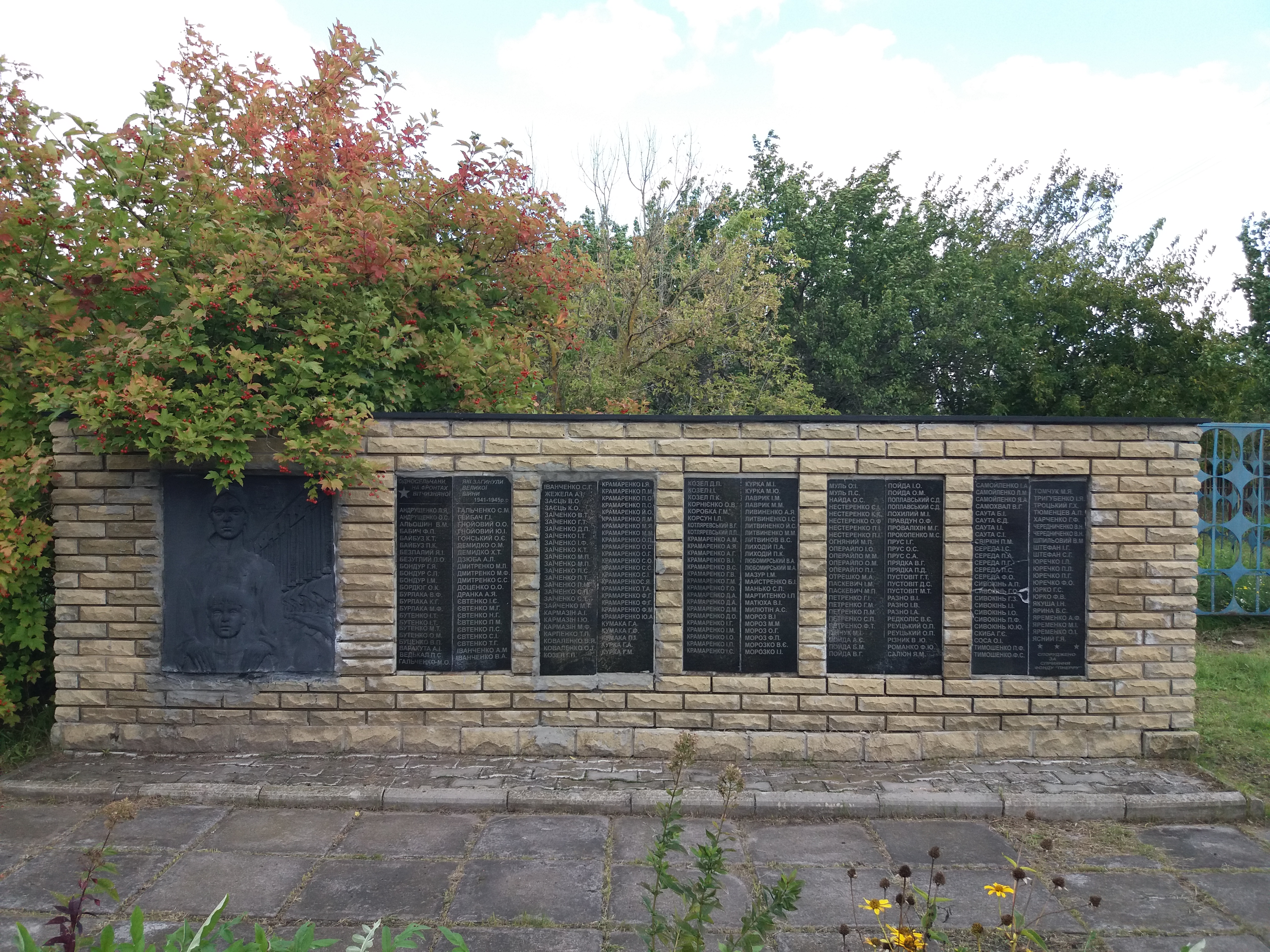
Пам’ятний знак полеглим воїнам-землякам
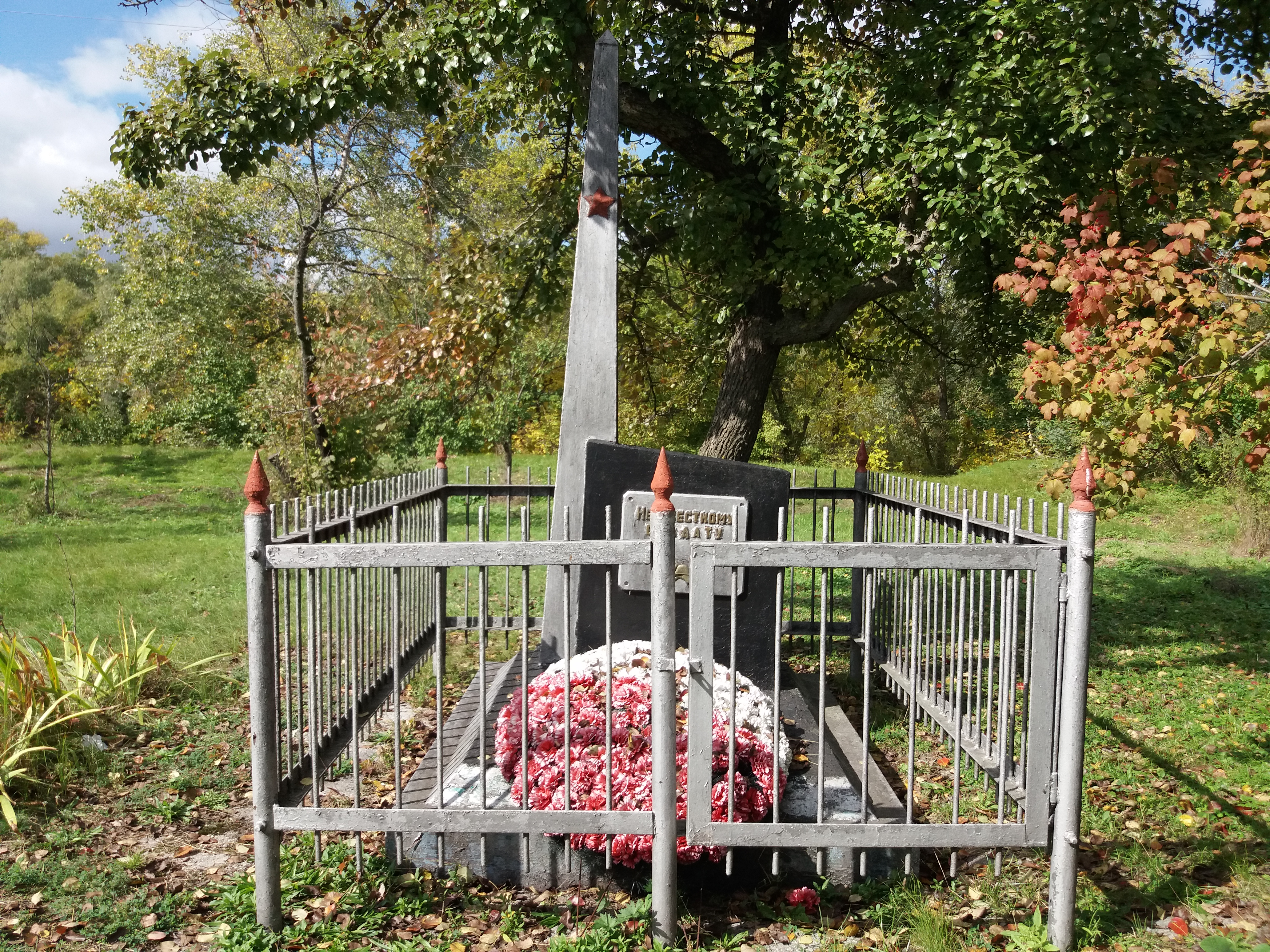
Могила радянського воїна